# Gare d'Imazu (Hyōgo)
La gare d'Imazu (今津駅, Imazu-eki) est une gare ferroviaire de la ville de Nishinomiya, dans la préfecture de Hyōgo au Japon. La gare est gérée par les compagnies Hankyu et Hanshin.

## Situation ferroviaire
La gare d'Imazu est située au point kilométrique (PK) 15,4 de la ligne principale Hanshin. Elle marque la fin de la ligne Hankyu Imazu.

## Histoire
La gare est inaugurée le 18 décembre 1926.

## Service des voyageurs

### Accès et accueil
La gare dispose d'un bâtiment voyageurs, avec guichet, ouvert tous les jours.

### Desserte
- Ligne principale Hanshin :

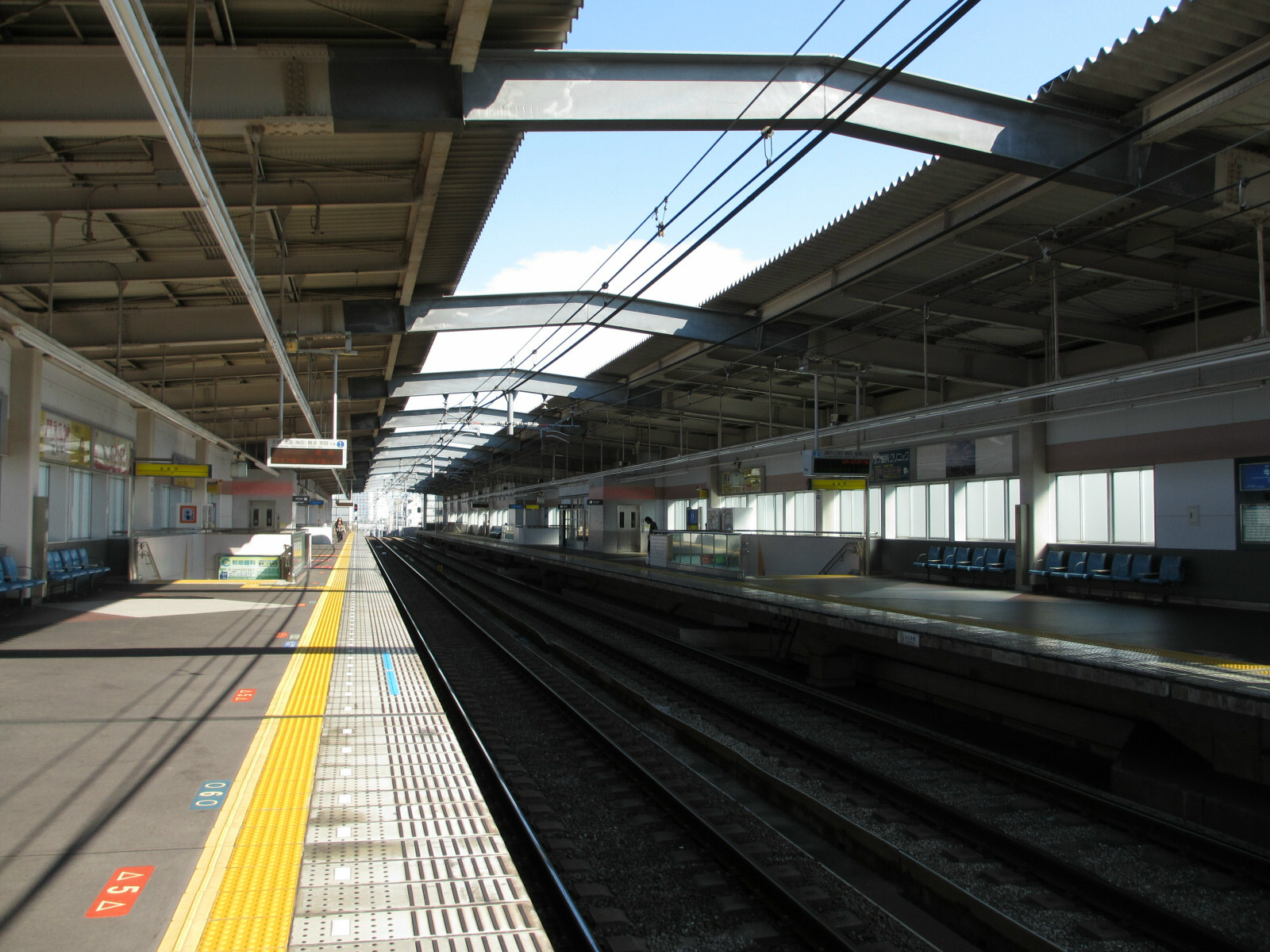
Quais Hanshin

  - voie 1  : direction Amagasaki, Osaka-Umeda, Osaka-Namba et Nara
  - voie 2 : direction Kobe-Sannomiya, Akashi et Himeji
- Ligne Hankyu Imazu :
  - voies 1 et 2 : direction Nishinomiya-Kitaguchi